# Melissodes bimaculata
Melissodes bimaculata är en biart som först beskrevs av Amédée Louis Michel Lepeletier 1825.  Melissodes bimaculata ingår i släktet Melissodes och familjen långtungebin.

## Underarter
Arten delas in i följande underarter:
- M. b. bimaculata
- M. b. nulla

## Bildgalleri

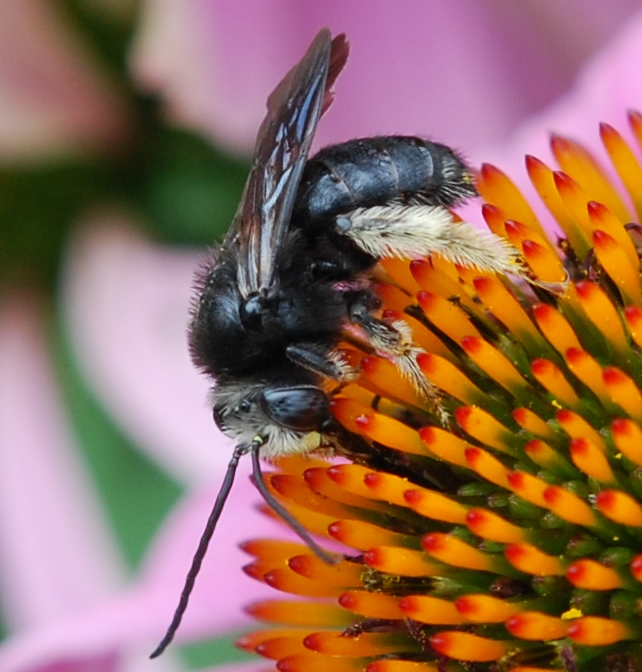
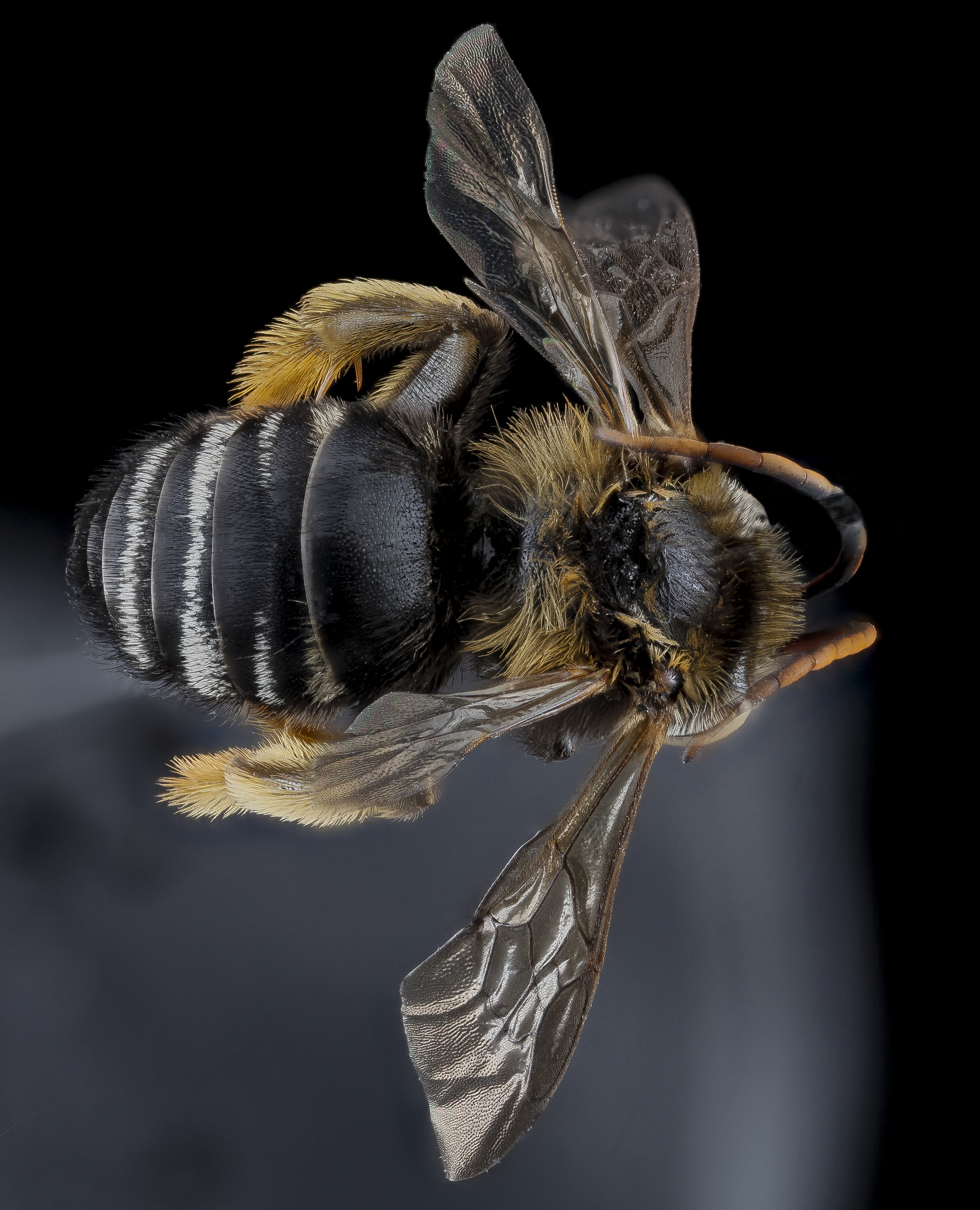
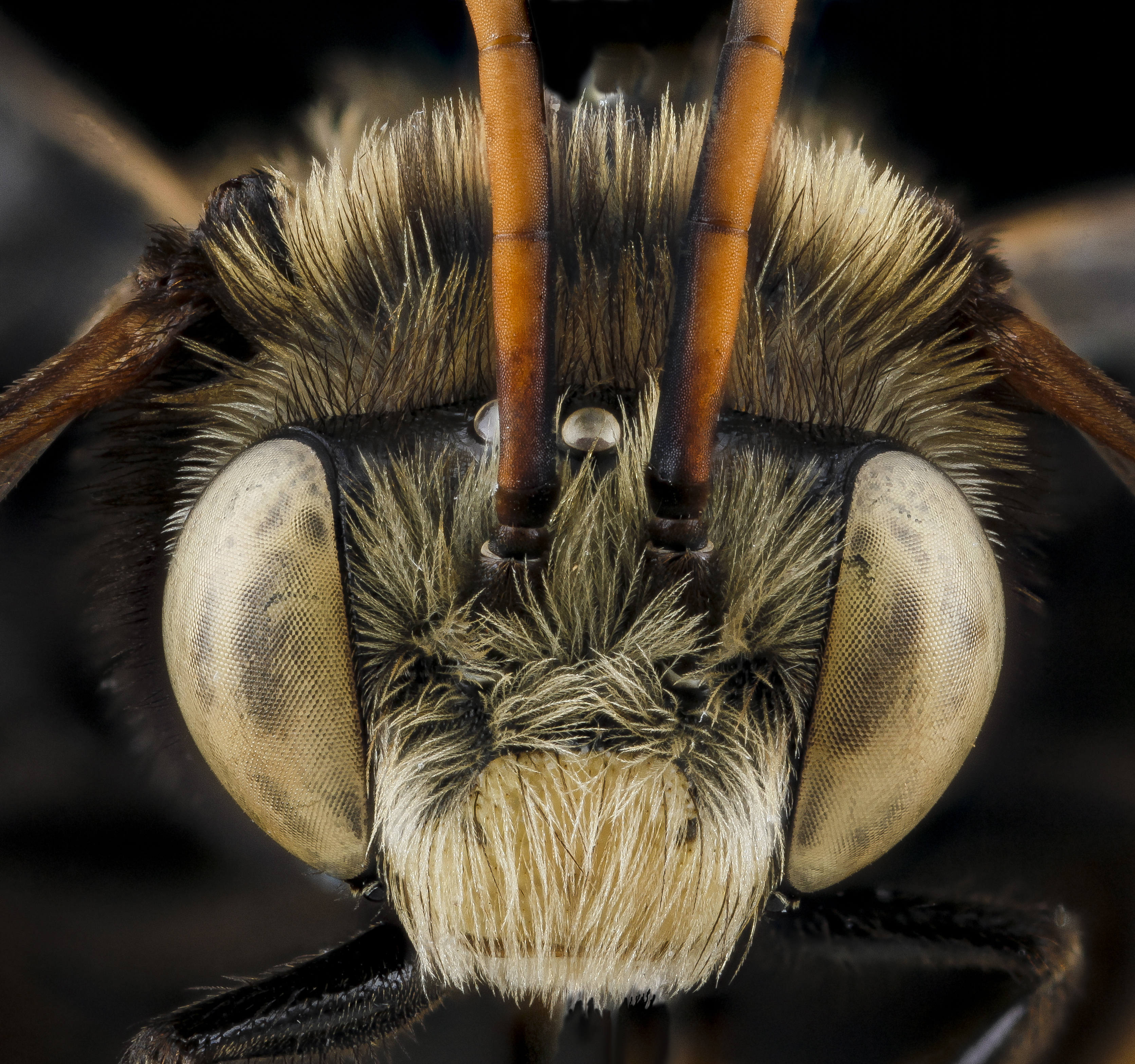
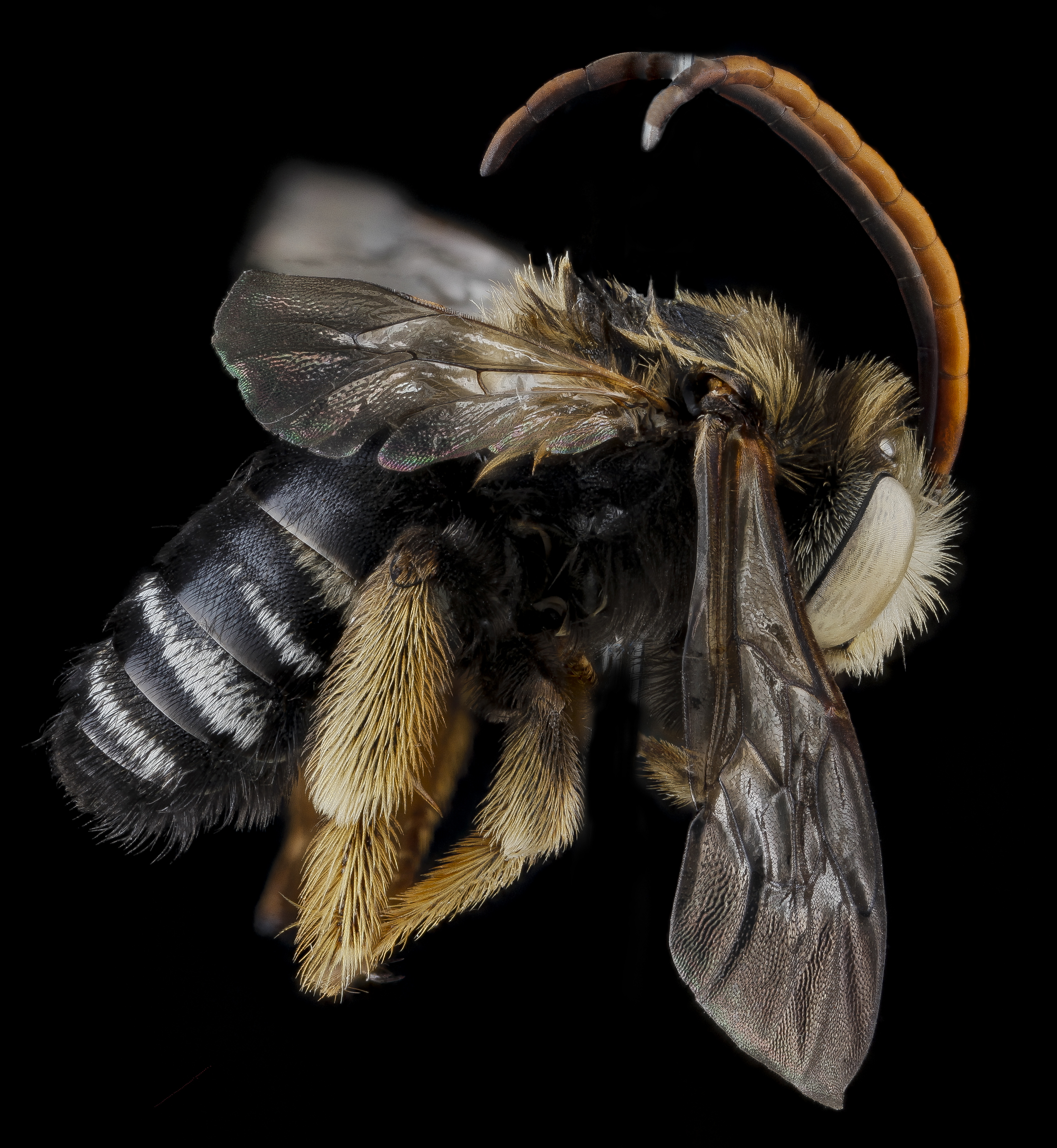
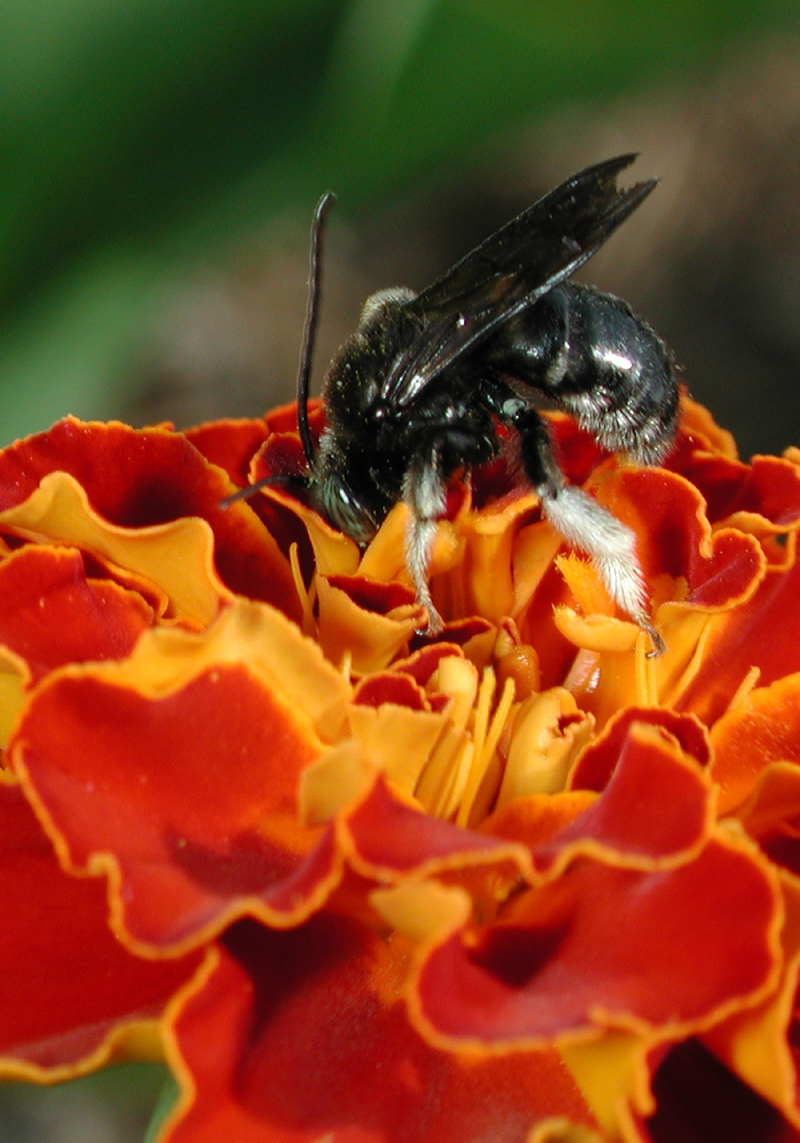